# Portyč

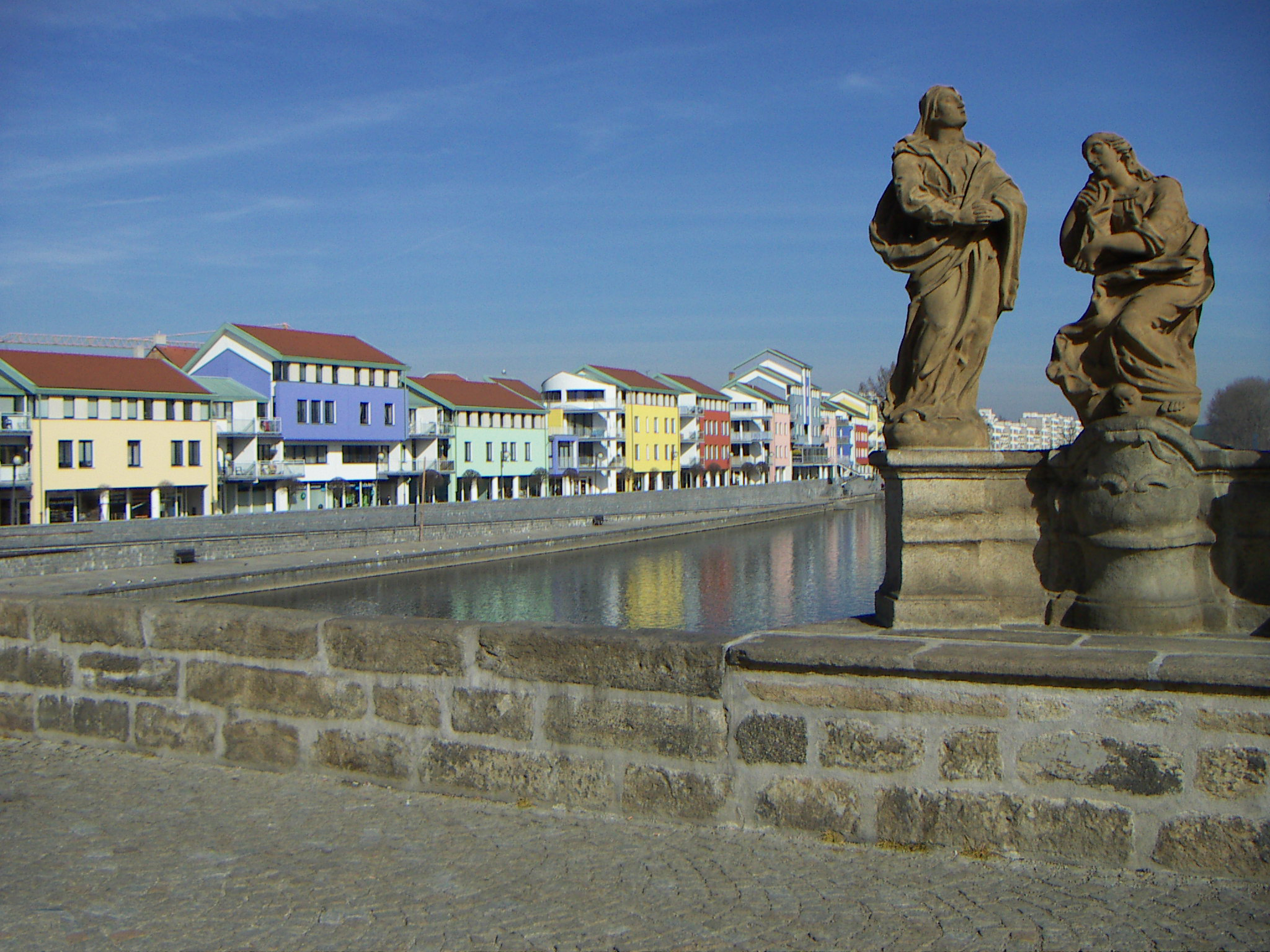
Pohled na nábřeží z kamenného mostu

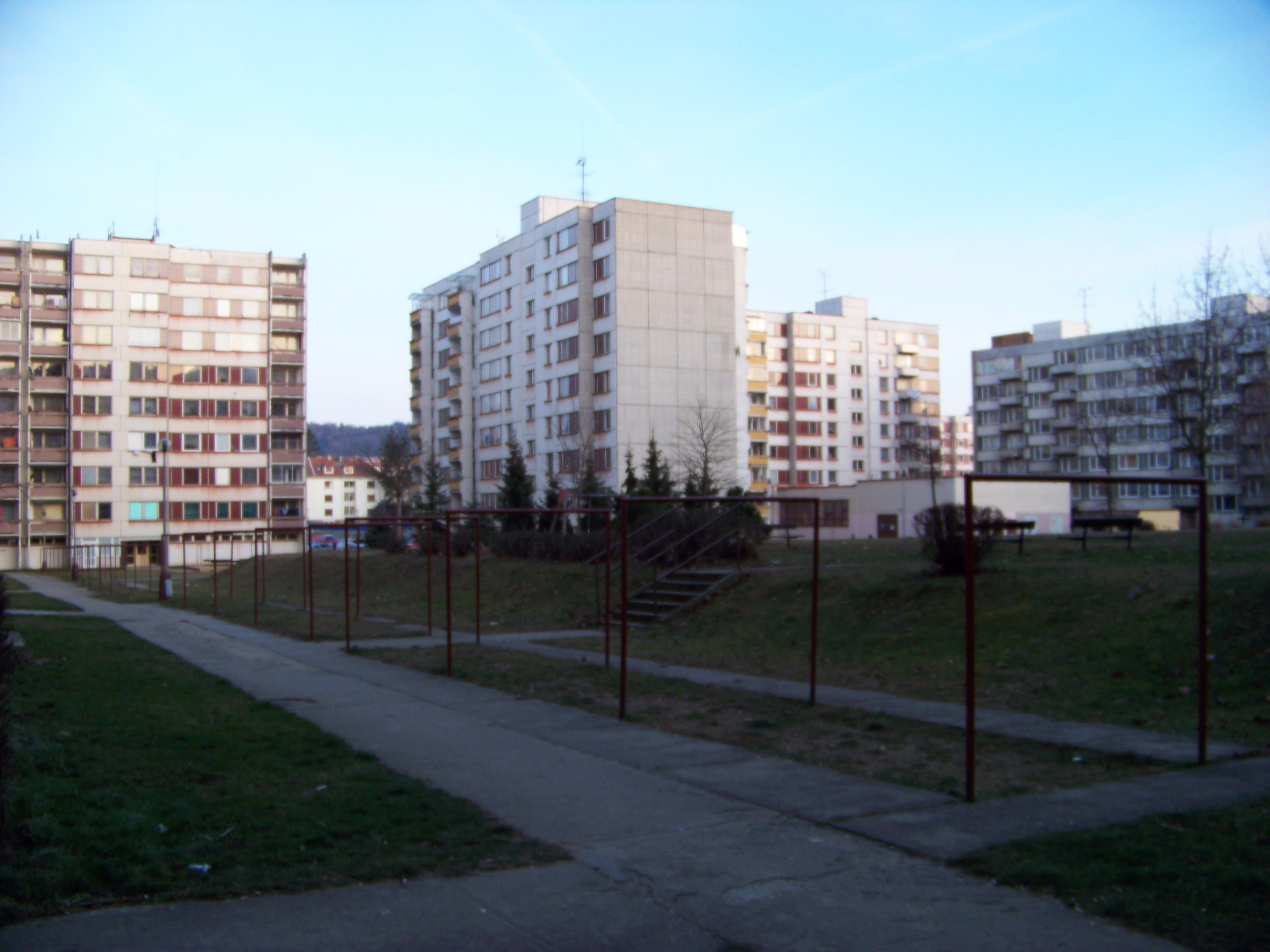
Panelové sídliště Portyč v roce 2012

Portyč je název pro část města Písku, která se nachází na levém břehu řeky Otavy. Ohraničena je zhruba ulicemi Pražská a třídou Národní svobody. Ze severní strany přechází v Pražské předměstí.[zdroj?] Portyč je připomínána místními názvy (ulice Na Portyči nebo Kino Portyč, případně Portyčské skály severně od města). 
Název pochází z napoleonských válek. Vojáci 11. pěšího pluku (píseckého), kteří bojovali v Itálii, navštívili město Portici a nízké písecké domy na břehu řeky Otavy jim je připomínaly.
Portyč se rozvíjela jako předměstí Písku  obehnaného hradbami. Vznik domů zde umožnil obchod s okolím, procházela tudy i Zlatá stezka. Čilejší stavební ruch se rozvinul hlavně v 19. století, kdy se město začalo rozšiřovat mimo své historické území. 
Ve 20. století byla původní zástavba téměř zcela zničena a nahrazena novějšími domy. V 80. letech její severní část zaplnilo panelové sídliště Portyč (známé dříve jako sídliště Dukla. Nové sídliště sice ponechalo původní uliční síť, strženy však byly bloky domů v několika ulicích (Jablonského, Na Pěníku, Přemyslova, Vinařického nebo Na Jihru). Do nich byly vystavěny osmipodlažní domy z bílého betonu typu T06B ve variantě pro Jihočeský kraj. Díky své výšce se staly v siluetě města Písku relativně dominujícím prvkem, dobře viditelným i z historického kamenného mostu. 
Jižní část nahradily některé správní budovy (např. současná budova Policie České republiky v ulici Na Výstavišti) a kino Portyč. Na přelomu 20. a 21. století bylo na nábřeží řeky Otavy zbudováno nové nábřeží, přezdívané Titanik.